# Jakob Špik
Jakob Špik (12 luglio 1994) è un ex sciatore alpino sloveno.

## Biografia
Slalomista puro attivo in gare FIS dal novembre del 2009, Špik ha debuttato in Coppa Europa il 18 dicembre 2013 a Obereggen e in Coppa del Mondo il 15 marzo 2015 a Kranjska Gora, in entrambi i casi senza portare a termine la gara. Ha debuttato ai Campionati mondiali a Sankt Moritz 2017, dove non ha concluso la prova; nella successiva rassegna iridata di Åre 2019 si è classificato 33º nello slalom speciale e 9º nella gara a squadre. Ha preso per l'ultima volta il via in Coppa del Mondo il 10 marzo 2019 a Kranjska Gora, senza qualificarsi per la seconda manche (non ha portato a termine nessuna delle 10 gare nel massimo circuito cui ha preso parte) e si è ritirato al termine di quella stessa stagione 2018-2019; la sua ultima gara è stata uno slalom speciale FIS disputato il 16 aprile a Pampeago, non completato da Špik.

## Palmarès

### Coppa Europa
- Miglior piazzamento in classifica generale: 89º nel 2019

### Far East Cup
- Miglior piazzamento in classifica generale: 22º nel 2017
- 3 podi:
  - 2 secondi posti
  - 1 terzo posto

### Campionati sloveni
- 4 medaglie:
  - 1 oro (slalom gigante nel 2015)
  - 2 argenti (slalom speciale, supercombinata nel 2014)
  - 1 bronzo (slalom gigante nel 2014)